# Agrostis umbrosa
Agrostis umbrosa é uma espécie de gramínea do gênero Agrostis, pertencente à família Poaceae.